# Navia heliophila
Navia heliophila är en gräsväxtart som beskrevs av Lyman Bradford Smith. Navia heliophila ingår i släktet Navia och familjen Bromeliaceae. Inga underarter finns listade i Catalogue of Life.